# إثت تاوي
إثت تاوي أو إثيت تاوي، هو موقع غير معروف حتى الآن للمدينة الملكية التي أسسها الملك المصري أمنمحات الأول، الذي حكم من حوالي 1991 قبل الميلاد إلى عام 1962 قبل الميلاد، خلال عام 20 من عهده. وهي تقع في الفيوم، وكانت تقع مقابرها في اللشت، اللاهون ودهشور. ربما تم اختيار موقع إثت تاوي بسبب قربه من مصدر التوغلات الآسيوية في مصر للمساعدة في منع المزيد من الهجمات.

## الاسم
الاسم المصري الكامل هو «أمنمحات إثت تاوي»، «أمنمحات، الذي يغزو الأرضين».
| M17 | Y5 | N35 | G17 | F4 | X1 | V15 | N16 | N16 | X1 | O49 |

| M17 | Y5 | N35 | G17 | F4 | X1 | V15 | N16 | N16 | X1 | O49 |

مع النسخة المختصرة إثت تاوي.
| V15 | t | A24 | N17 | N17 | N23 | * | N23 | O49 |

| V15 | t | A24 | N17 | N17 | N23 | * | N23 | O49 |

## السياق التاريخي
تميزت الفترة الانتقالية الأولى بانهيار الحكومة الموحدة لمصر التي احتفظ بها ملوك المملكة المصرية القديمة. في مرحلتها الأخيرة (حوالي 2130 قبل الميلاد - حوالي 2040 قبل الميلاد) يتركز التنافس بين ملوك هيراكليوبوليس من مصر السفلى ( الأسرة التاسعة والعاشرة) وملوك طيبة من مصر العليا ( الأسرة الحادية عشر). وأخيرًا، يغزو منتوحتب الثاني حوالي عام 2040 تقريبًا هيراكليوبوليس، ويبدأ المملكة المصرية الوسطى.
في عهد خلفاء منتوحتب الثاني، آخر ملوك الأسرة الحادية عشر منتوحتب الثالث ومنتوحتب الرابع، بقيت عاصمة مصر في طيبة.

## عاصمة مصر

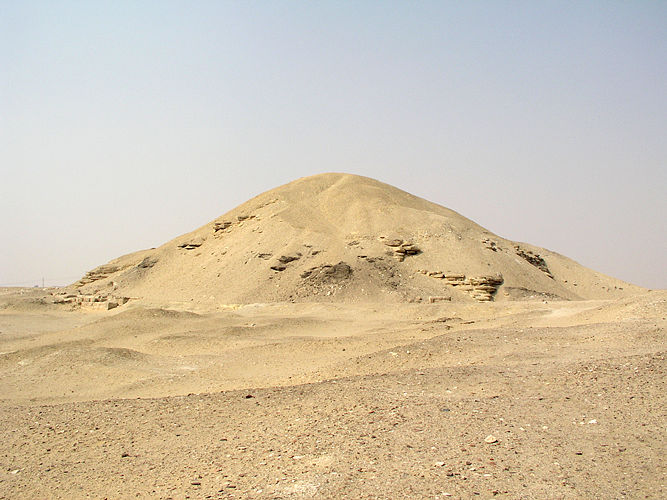
هرم أمنمحات الأول في اللشت.

كان أمنمحات الأول، مؤسس الأسرة الثانية عشرة. نقل العاصمة من طيبة إلى إثت تاوي شمالاً في منطقة الدلتا. يعتبر أن الأسباب الرئيسية كانت الوقاية من تهديدات الغزاة الآسيويين، والاعتبار أن المسؤولين والسلطات الأخرى في العاصمة الجديدة يجب أن يدينوا فقط بالولاء للملك نفسه، حيث يفتقرون إلى أساس السلطة المحلية.
تاريخ التأسيس غير واضح، وعلى الرغم من وجود مؤشرات تشير إلى انتقال مبكر من طيبة، فإن بعض الباحثين يدافعون عن تاريخ قريب من السنة العشرين من عهد أمنمحات الأول. من ناحية، يجب أن تكون الأعمال قد اتخذت ما بين ثلاث وخمس سنوات في الدير البحري، بالقرب من طيبة، من منصة يعتقد أنها جزء من مشروع بناء مقبرة أمننحات الأول؛ علاوة على ذلك، تشير المكتشفات في المعبد الجنائزي لأمنمحات الأول في اللشت إلى تأخر تاريخ بنائه، حيث يبدو أن النقوش تتوافق مع العام الأول من حكم سنوسرت الأول. من ناحية أخرى، هناك عدد قليل جدًا من آثار طيبة التي تُنسب إلى أمنمحات الأول، وبعد ضريح مسؤول كبير يُدعى ميكيترا، لم تعد هناك مقابر نبيلة تشير إلى نقل مبكر للعاصمة. احتفل أمنمحات الأول بهذه البداية الجديدة باختيار اسم ذهبي «ويحمسو»، والذي يعني «إعادة الميلاد».
خلال الأسرة الثالثة عشر تم الحفاظ على العاصمة في إثت تاوي، على الرغم من أنه من المحتمل جدًا في نهاية الأسرة أن بعض الملوك لم يحتفظوا بالسلطة في جميع أنحاء مصر. بالإضافة إلى التمردات في النوبة، تم العثور على أدلة على وجود حكام مستقلين في أفاريس واكسويس، في دلتا النيل.

## الهكسوس ونهاية المملكة الوسطى

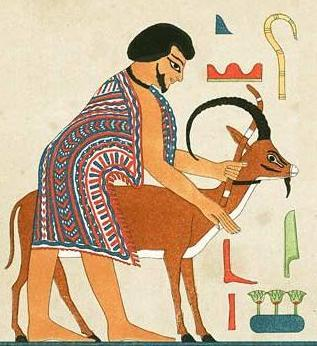
ربما يمكن التعرف على تمثيل شخصية آسيوية مع مستقبل الهكسوس.
مقبرة مسؤول سنوسرت الثاني خنوم حتب الثاني في بني حسن، حوالي 1900 قبل الميلاد

مع ضعف القوة المركزية، ظهر حكام مستقلون في الدلتا، بما في ذلك الأسرة الرابعة عشر، مثل نحيسي، التي قد تكون قوتها قد أتت في الأصل من أحد آخر ملوك إثت تاوي. ولكن ما يبشر ببداية الفترة الانتقالية الثانية هو ظهور الهكسوس، «ملوك الدول الأجنبية» الذين شكلوا الأسرة الخامسة عشر. كان الهكسوس من الآسيويين، وهي شعوب سميت بشكل عام في المصادر المصرية باسم «آمو»، والذين أسسوا عاصمتهم في أفاريس.
تميزت نهاية المملكة الوسطى بالتخلي عن عاصمة مصر اللشت ونقل العاصمة إلى طيبة، حيث ملوك الأسرة السادسة عشر. ربما كان آخر فراعنة إثت تاوي هو مر نفر رع إي (حوالي 1695-1685 قبل الميلاد)، هو آخر ملوك الأسرة الثالثة عشر وفقًا لـ بردية تورينو ونقوشه محفوظة في كل من مصر العليا ومصر السفلى.
في مواجهة ضغوط الشمال، تم التخلي عن إثت تاوي، على الرغم من أن اللحظة المحددة لا تزال غير واضحة. تم العثور على النصب الجنائزي لـ حورمخويف، «كبير مفتشي الكهنة» في الكاب، الذي تم إرساله إلى إثت تاوي لجمع تماثيل حورس وإيزيس بأمر من ملك مجهول:
حيث تم تأريخ قبر حورمخيف إلى ما بين حوالي 1650 قبل الميلاد وحوالي 1630 قبل الميلاد. يمكن تأريخ التخلي عن إثت تاوي كعاصمة إلى حد ما خلال العقدين الماضيين. هذا لا يعني إخلاء السكان على الفور: هناك مؤشرات على أن المسؤولين في إثت تاوي استمروا في خدمة ملوك الهكسوس ومن المعروف أنه خلال هذه الفترة استمر استخدام مقبرة اللشت.